# Taconera

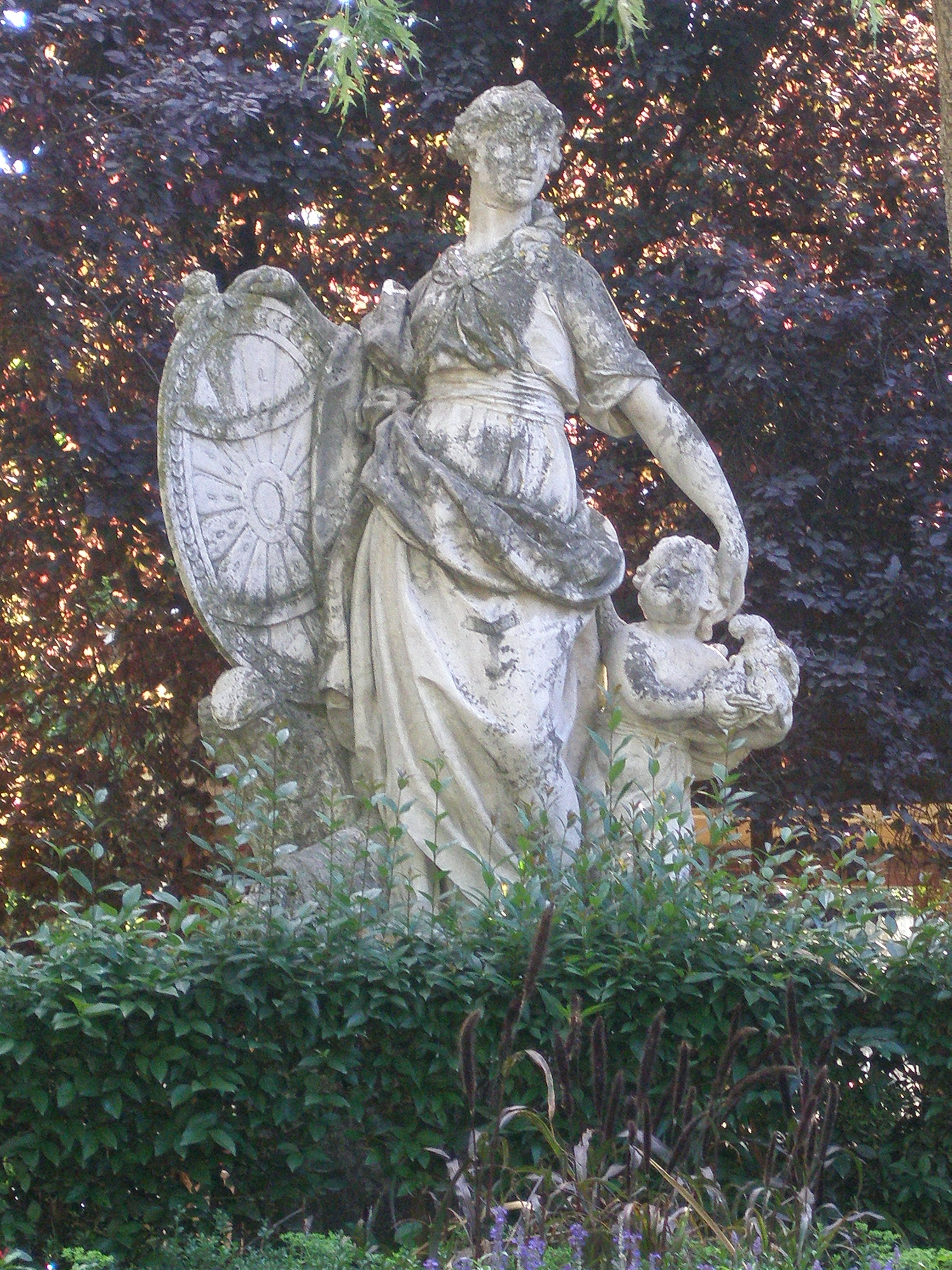
Estàtua de la MariBlanca, abans font a la Plaça del Castillo. És una obra neoclàssica de Luis Paret, una alegoria de l'Abundància.

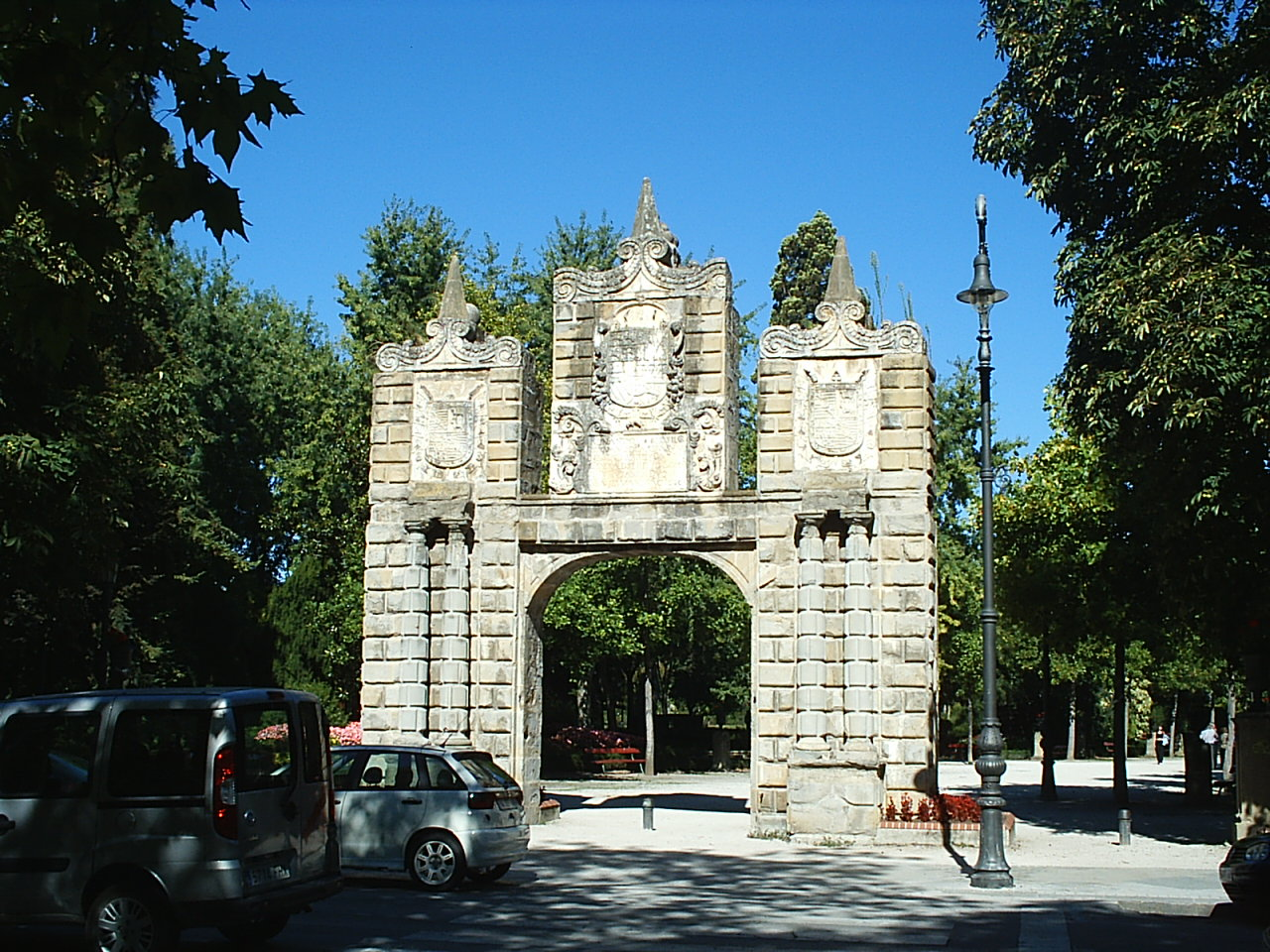
Portal de San Nicolás, reconstruït en 1929 al parc de La Taconera de Pamplona.

La Taconera (en basc, Takonera) de Pamplona és una zona situada avui en el centre de la ciutat, ocupada principalment per un parc públic.

## Història
El nom de Taconera, que ja apareix en textos del segle xiii pràcticament amb aquesta grafia, pot provenir de la seva localització fora de les portes de la vella ciutat medieval. En l'antiguitat, l'ús del terme, tal com avui ho veiem escrit, introdueix el dubte de si el seu origen pogués ser romanç, al·ludint a tocons d'arbres o a altres elements.
Fins al segle xx, l'espai al que es designava amb aquest nom, comprenia l'actual Passeig de Sarasate i els seus carrers confrontants, la zona que avui ocupa el Primer Eixample, l'entorn de l'Hotel Tres Reyes i el parc actual que avui es denomina de la Taconera, és a dir, la part plana que s'estén al sud i a l'oest del Nucli Antic, i en concret, enfront dels Burgos medievals de San Cernin i la Població de San Nicolás.
En construir-se el recinte emmurallat posterior a la Conquista, que ampliava el perímetre de la ciutat, tota aquesta superfície va quedar a l'interior de les muralles, com un espai lliure entre la nova Ciutadella i els edificis de la mateixa ciutat, que a poc a poc es va anar utilitzant com a zona d'esplai públic, amb jardins dissenyats al segle xviii, un frontó en l'anomenat "Salón Viejo de la Taconera" (avui Plaça del Vínculo i limítrofs) en el XIX, i àmplies zones de passeig, que des d'aquell, passant per l'actual carrer Navas de Tolosa, arribaven fins al Portal Nou.

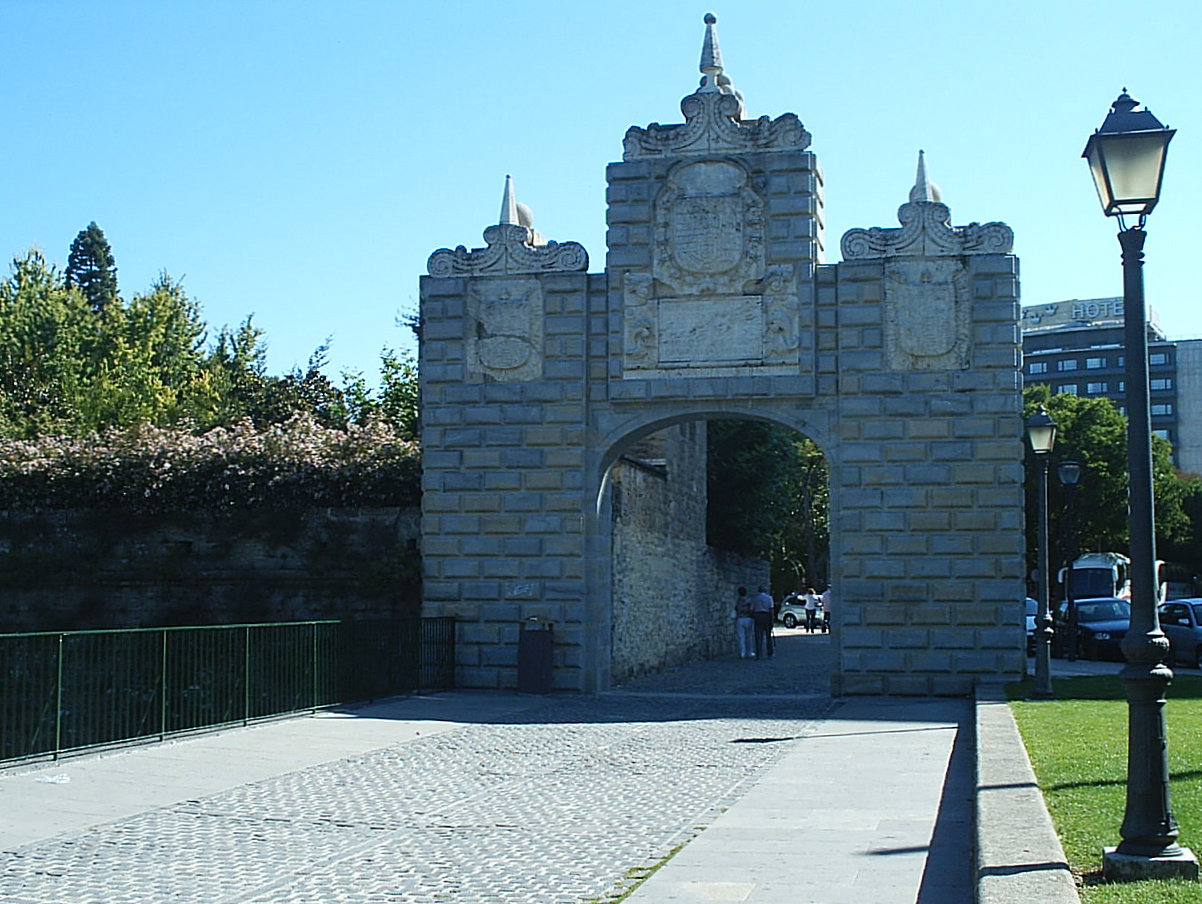
Portal de La Taconera de Pamplona.

Al començament dels anys 60 del segle passat, en una de les actuacions urbanístiques més discutibles de la història de la ciutat, es va construir l'actual Hotel Tres Reis, tancant una de les perspectives urbanes més belles de Pamplona i creant una barrera entre la superfície restant (com a espai lliure) de la Taconera i la resta de la ciutat.
Va existir també en la muralla construïda entre els segles xvi i xvii una porta que va rebre el nom de Portal de Taconera, derrocada a principis del segle XX (1907) i reconstruïda a escassos metres del seu emplaçament original al començament del XXI (2002), reutilitzant alguns elements que es van conservar. És la que avui es troba al final del carrer Navas de Tolosa.

## Actualitat
L'actual parc integra la part emmurallada que correspon (amb algunes modificacions) als baluards de Gonzaga i Taconera i el revellín de San Roque, tots considerablement deteriorats, que representaven el límit nord-oest de les fortificacions de Pamplona construïdes als segles xvi i xvii, i s'estén fins a la confluència entre els carrers Taconera i Navas de Tolosa (Tolosako nabak en basc).
La majoria dels camins i sendes del parc són de grava.
Diversos monuments es reparteixen per aquest parc dedicats a personatges navarresos. El més significatiu és el dedicat a Julián Gayarre, de Fructuoso Orduña, dominant la punt central en eix amb el Portal de San Nicolás, pertanyent a l'antic recinte emmurallat; també existeix, enmig de l'espessa vegetació, el monument de la Mariblanca, obra de Julián San Martín, i el d'Hilarión Eslava, de Juan Quevedo i León Barrenechea, aixecat al principi en honor de Pablo Sarasate; finalment, i no menys important, el dedicat a Teobald I, de Victoriano Juaristi, dominant al fossat del parc.